# Clover Maitland
Clover Maitland, född den 14 mars 1972 i Maryborough, Australien, är en australisk landhockeyspelare.
Hon tog OS-guld i damernas landhockeyturnering i samband med de olympiska landhockeytävlingarna 1996 i Atlanta.
Hon tog OS-guld igen i damernas landhockeyturnering i samband med de olympiska landhockeytävlingarna 2000 i Sydney.